# Артануджи
Артануджи (груз. არტანუჯის ციხე) — город-крепость, расположенный в историческом регионе юго-западной Грузии Кларджети, ныне находится в Артвинской провинции Турции.

## История
Крепость Артануджи была построена в V веке по приказу грузинского царя Вахтанга Горгасали. В VII веке город был разрушен арабами. Около 820 года.Ашот I Куропалат возобновил и отстроил город в качестве столицы грузинского княжества Тао-Кларджети. Согласно грузинским источникам Ашот «обнаружил в Кларджети в лесу скалу одну, где впервые Вахтанг Горгасал воздвиг крепость по имени Артануджи. Была она разорена [Марваном II] Глухим из Багдада. Восстановил её Ашот и выстроил вновь крепость, а перед крепостью, у её подножия, построил город».
Богатея за счёт торговли по Великому шёлковому пути, расположенная на торговом пути от Черного моря до Персии, Артануджи превратился в крупный торгово-ремесленный центр Ближнего Востока. Обстоятельное описание города в X веке оставил Константин Багрянородный в сочинении «Об управлении империей». После объединения Грузии в XI веке столица перешла в Кутаиси и позже в Тбилиси, впоследствии город становится окраинным провинциальным городком, управляемым эриставом.
В 1551 году Ардануч был осаждён и отнят у атабегов Джакели войсками Сулеймана Великолепного.
Где-то в городе находится усыпальница с куполом, выполненная из грубого камня, Сефера и Юсуф-Паши, а также Али-Паши (мутассариф санджака Ардануч).

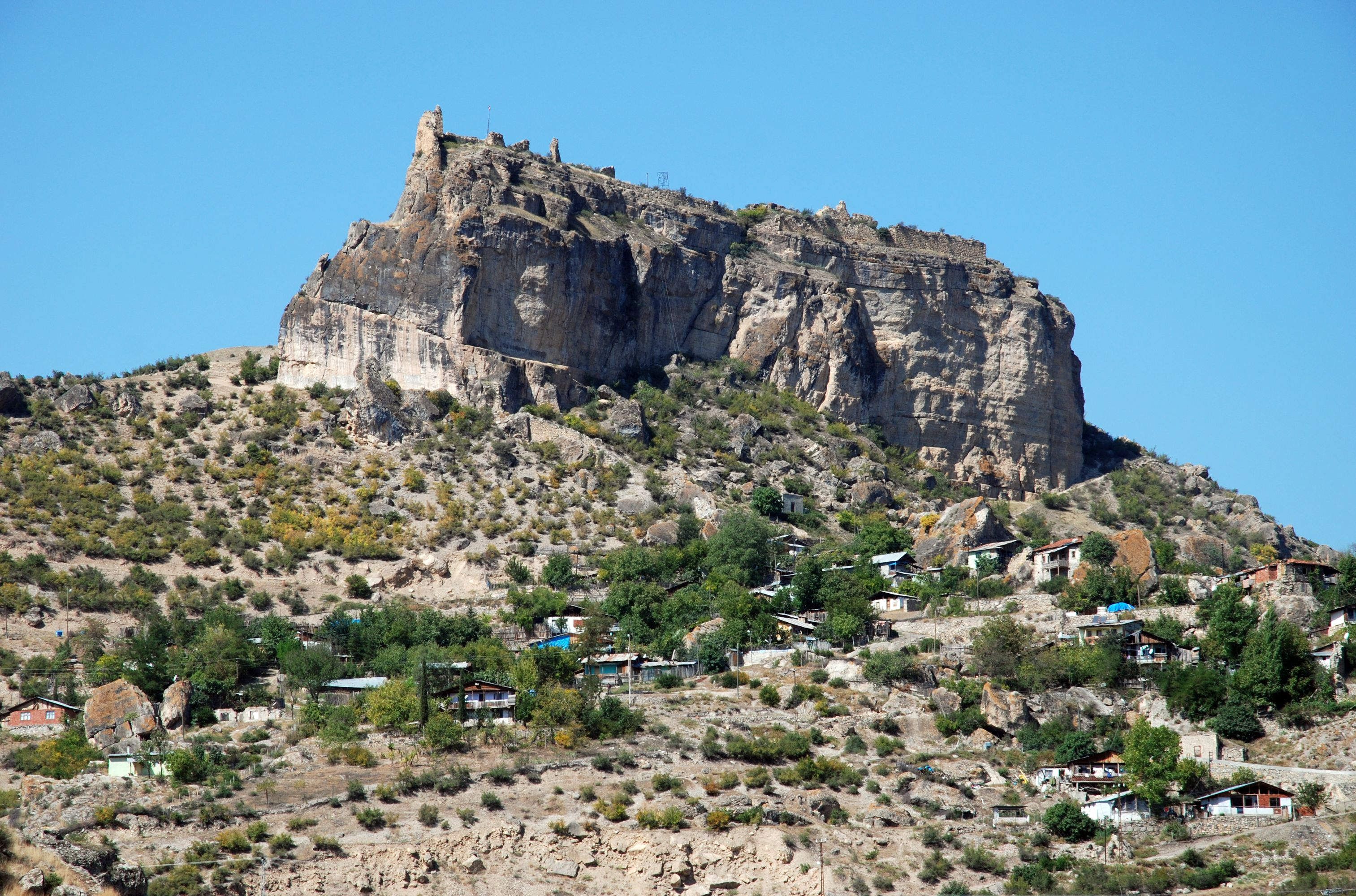
Руины цитадели Артануджи

На сегодняшний день на территории крепости сохранились части ограды, построенной на огромной скале, остатки церкви и дворца. Под крепостью находится город Ардануч.